# 下佩拉莱霍斯
佩拉莱霍斯德亚瓦霍，是西班牙卡斯蒂利亚-莱昂萨拉曼卡省的一个市镇。 总面积20平方公里，总人口189人（2001年），人口密度9人/平方公里。